# Leptogorgia labiata
Leptogorgia labiata är en korallart som beskrevs av Addison Emery Verrill 1870. Leptogorgia labiata ingår i släktet Leptogorgia och familjen Gorgoniidae. Inga underarter finns listade i Catalogue of Life.